# Tour d'Italie 1989

La 72e édition du Tour d'Italie s'élance de Taormine le 21 mai 1989 et arrive à Florence le 11 juin. Long de 3 623 kilomètres, ce Giro est remporté par le Français Laurent Fignon. 

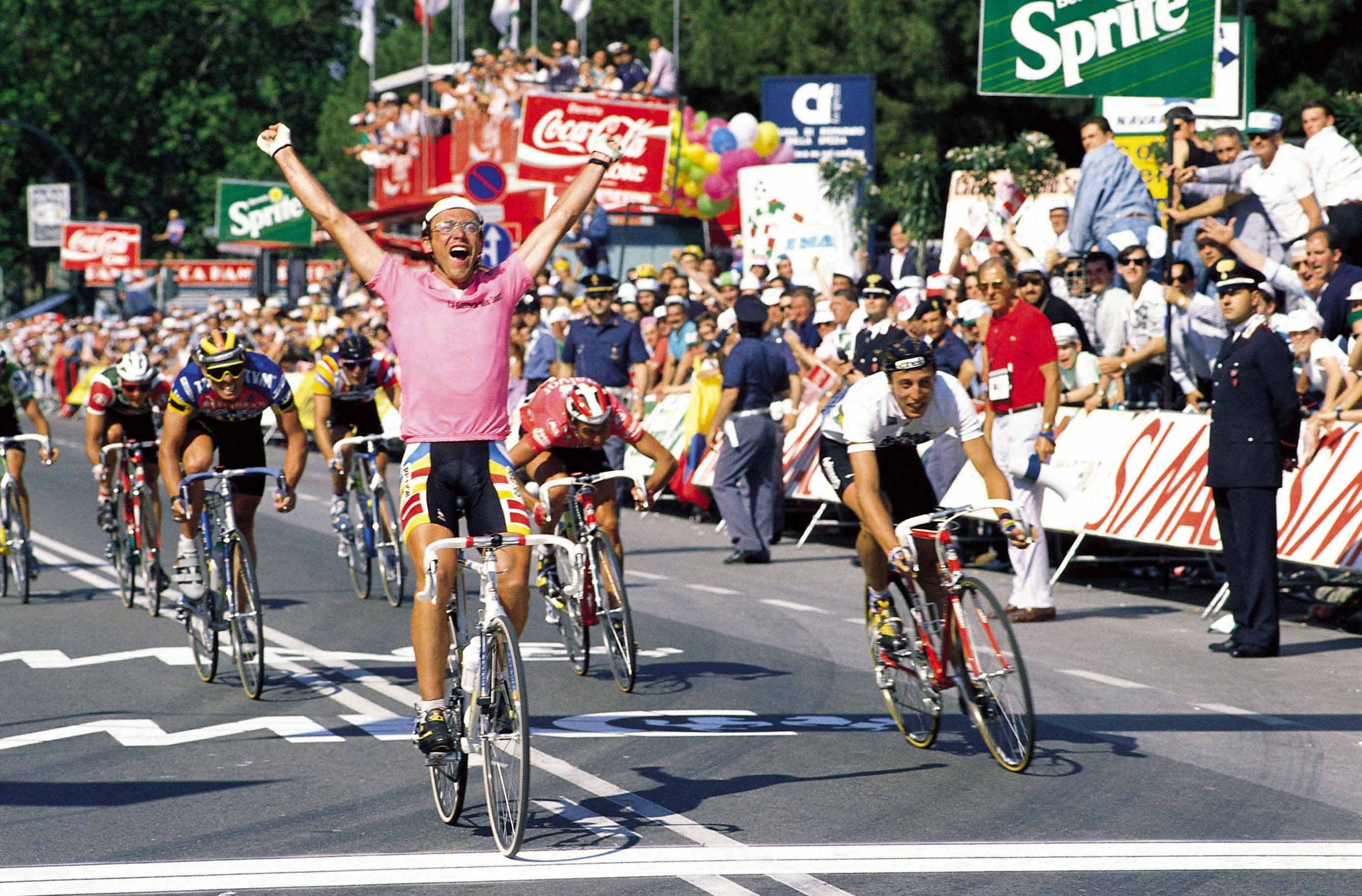
Laurent Fignon vainqueur de la à la Spezia.

## Équipes participantes
| N.      | Code | Équipe                    |
| ------- | ---- | ------------------------- |
| 1-9     | 7EL  | 7-Eleven-Wamasch          |
| 11-19   | ADR  | ADR-Santini               |
| 21-29   | ALF  | Alfa Lum-STM              |
| 31-39   | ATA  | Atala-Campagnolo          |
| 41-49   | CDC  | Café de Colombia-Mavic    |
| 51-59   | CJR  | Caja Rural                |
| 61-69   | CAR  | Carrera-Vagabond          |
| 71-79   | ARI  | Ariostea                  |
| 81-89   | DEL  | Del Tongo-Mele Val di Non |
| 91-99   | FAG  | Fagor-MBK                 |
| 101-109 | FRA  | Frank-Toyo-Magniflex      |

| N.      | Code | Équipe                    |
| ------- | ---- | ------------------------- |
| 111-119 | GEW  | Gewiss-Bianchi            |
| 121-129 | HIT  | Hitachi-Zonca             |
| 131-139 | JOL  | Jolly Componibili-Club 88 |
| 141-149 | MAL  | Malvor-Sidi               |
| 151-159 | PAN  | Panasonic-Isostar         |
| 161-169 | PEP  | Pepsi Cola-Alba Cucine    |
| 171-179 | CHA  | Chateau d'Ax-Salotti      |
| 181-189 | SEL  | Selca-Conti-Ciclolinea    |
| 191-199 | GIS  | Seur                      |
| 201-209 | U    | Super U                   |
| 211-219 | TVM  | TVM-Van Schilt            |

## Étapes
| Étape     | Date     | Villes étapes                          | km         | Vainqueur d'étape    | Leader du classement général |
| --------- | -------- | -------------------------------------- | ---------- | -------------------- | ---------------------------- |
| 1re étape | 21 mai   | Taormine - Catane                      | 123        | Jean-Paul van Poppel | Jean-Paul van Poppel         |
| 2e étape  | 22 mai   | Catane - Etna                          | 132        | Acácio da Silva      | Acácio da Silva              |
| 3e étape  | 23 mai   | Villafranca Tirrena - Messine          | 32.5 (CLM) | Ariostea             | Silvano Contini              |
| 4e étape  | 24 mai   | Scilla - Cosenza                       | 204        | Rolf Jaermann        | Silvano Contini              |
| 5e étape  | 25 mai   | Cosenza - Potenza                      | 275        | Stefano Giuliani     | Silvano Contini              |
| 6e étape  | 26 mai   | Potenza - Campobasso                   | 223        | Stephan Joho         | Silvano Contini              |
| 7e étape  | 27 mai   | Isernia - Rome                         | 208        | Urs Freuler          | Silvano Contini              |
| 8e étape  | 28 mai   | Rome - Gran Sasso d'Italia             | 183        | John Carlsen         | Erik Breukink                |
| 9e étape  | 29 mai   | L'Aquila - Gubbio                      | 221        | Bjarne Riis          | Acácio da Silva              |
| 10e étape | 30 mai   | Pesaro - Riccione                      | 36,8 (CLM) | Lech Piasecki        | Erik Breukink                |
| 11e étape | 31 mai   | Riccione - Mantoue                     | 244        | Urs Freuler          | Erik Breukink                |
| 12e étape | 1er juin | Mantoue - Mira                         | 148        | Mario Cipollini      | Erik Breukink                |
| 13e étape | 2 juin   | Padoue - Tre Cime di Lavaredo          | 207        | Luis Herrera         | Erik Breukink                |
| 14e étape | 3 juin   | Misurina - Corvara in Badia            | 131        | Flavio Giupponi      | Laurent Fignon               |
| 15e étape | 4 juin   | Corvara in Badia - Trente              | 131        | Jean-Paul van Poppel | Laurent Fignon               |
| 15e étape | 4 juin   | Trente - Trente                        | 83,2       | Lech Piasecki        | Laurent Fignon               |
| 16e étape | 5 juin   | Trente - Santa Caterina Valfurva       | 205        | Étape annulée        | Laurent Fignon               |
| 17e étape | 6 juin   | Sondrio - Meda                         | 137        | Phil Anderson        | Laurent Fignon               |
| 18e étape | 7 juin   | Mendrisio (SUI) - Monte Generoso (SUI) | 10.7 (CLM) | Luis Herrera         | Laurent Fignon               |
| 19e étape | 8 juin   | Meda - Tortona                         | 198        | Jesper Skibby        | Laurent Fignon               |
| 20e étape | 9 juin   | Voghera - La Spezia                    | 220        | Laurent Fignon       | Laurent Fignon               |
| 21e étape | 10 juin  | La Spezia - Prato                      | 216        | Gianni Bugno         | Laurent Fignon               |
| 22e étape | 11 juin  | Prato - Florence                       | 53,8 (CLM) | Lech Piasecki        | Laurent Fignon               |

## Classements finals

### Classement général final
| \| Classement général \| Classement général \| Classement général \| Classement général \| Classement général \| \| Coureur \| Coureur \| Pays \| Équipe \| Temps \| \| ------------------ \| --------------------- \| ------------------ \| ----------------------------- \| ------------------ \| \| 1er \| Laurent Fignon \| France \| Super U-Raleigh-Fiat \| 93 h 30 min 16 s \| \| 2e \| Flavio Giupponi \| Italie \| Malvor-Sidi \| + 1 min 15 s \| \| 3e \| Andrew Hampsten \| États-Unis \| 7 Eleven-American Airlines \| + 2 min 46 s \| \| 4e \| Erik Breukink \| Pays-Bas \| Panasonic-Isostar-Colnago-Agu \| + 5 min 02 s \| \| 5e \| Franco Chioccioli \| Italie \| Del Tongo-Mele Val di Non \| + 5 min 43 s \| \| 6e \| Urs Zimmermann \| Suisse \| Carrera Jeans-Vagabond \| + 6 min 28 s \| \| 7e \| Claude Criquielion \| Belgique \| Hitachi-VTM \| + 6 min 34 s \| \| 8e \| Marco Giovannetti \| Italie \| Seur \| + 7 min 44 s \| \| 9e \| Stephen Roche \| Irlande \| Fagor-MBK \| + 7 min 44 s \| \| 10e \| Marino Lejarreta \| Espagne \| Caja Rural-Paternina \| + 8 min 09 s \| \| 11e \| Vladimir Poulnikov \| URSS \| Alfa Lum-STM \| + 9 min 50 s \| \| 12e \| Roberto Conti \| Italie \| Selca-Conti-Ciclolinea \| + 10 min 03 s \| \| 13e \| Phil Anderson \| Australie \| TVM-Ragno \| + 12 min 06 s \| \| 14e \| Jesper Skibby \| Danemark \| TVM-Ragno \| + 12 min 13 s \| \| 15e \| Moreno Argentin \| Italie \| Gewiss-Bianchi \| + 12 min 16 s \| \| 16e \| Piotr Ugrumov \| URSS \| Alfa Lum-STM \| + 14 min 27 s \| \| 17e \| Franco Vona \| Italie \| Chateau d'Ax-Salotti \| + 14 min 39 s \| \| 18e \| Luis Herrera \| Colombie \| Café de Colombia \| + 16 min 19 s \| \| 19e \| Jokin Mujika \| Espagne \| Caja Rural-Paternina \| + 22 min 02 s \| \| 20e \| Jon Unzaga \| Espagne \| Seur \| + 24 min 56 s \| \| 21e \| Samuel Cabrera \| Colombie \| Café de Colombia \| + 31 min 29 s \| \| 22e \| Eddy Schepers \| Belgique \| Fagor-MBK \| + 31 min 43 s \| \| 23e \| Gianni Bugno \| Italie \| Chateau d'Ax-Salotti \| + 32 min 23 s \| \| 24e \| José Salvador Sanchis \| Espagne \| Caja Rural-Paternina \| + 32 min 29 s \| \| 25e \| Jesús Blanco Villar \| Espagne \| Seur \| + 34 min 28 s \| |                       |            |                               |                  |
| |                       |            |                               |                  |
| |                       |            |                               |                  |
| Classement général |                       |            |                               |                  |
| Coureur | Coureur               | Pays       | Équipe                        | Temps            |
| 1er | Laurent Fignon        | France     | Super U-Raleigh-Fiat          | 93 h 30 min 16 s |
| 2e | Flavio Giupponi       | Italie     | Malvor-Sidi                   | + 1 min 15 s     |
| 3e | Andrew Hampsten       | États-Unis | 7 Eleven-American Airlines    | + 2 min 46 s     |
| 4e | Erik Breukink         | Pays-Bas   | Panasonic-Isostar-Colnago-Agu | + 5 min 02 s     |
| 5e | Franco Chioccioli     | Italie     | Del Tongo-Mele Val di Non     | + 5 min 43 s     |
| 6e | Urs Zimmermann        | Suisse     | Carrera Jeans-Vagabond        | + 6 min 28 s     |
| 7e | Claude Criquielion    | Belgique   | Hitachi-VTM                   | + 6 min 34 s     |
| 8e | Marco Giovannetti     | Italie     | Seur                          | + 7 min 44 s     |
| 9e | Stephen Roche         | Irlande    | Fagor-MBK                     | + 7 min 44 s     |
| 10e | Marino Lejarreta      | Espagne    | Caja Rural-Paternina          | + 8 min 09 s     |
| 11e | Vladimir Poulnikov    | URSS       | Alfa Lum-STM                  | + 9 min 50 s     |
| 12e | Roberto Conti         | Italie     | Selca-Conti-Ciclolinea        | + 10 min 03 s    |
| 13e | Phil Anderson         | Australie  | TVM-Ragno                     | + 12 min 06 s    |
| 14e | Jesper Skibby         | Danemark   | TVM-Ragno                     | + 12 min 13 s    |
| 15e | Moreno Argentin       | Italie     | Gewiss-Bianchi                | + 12 min 16 s    |
| 16e | Piotr Ugrumov         | URSS       | Alfa Lum-STM                  | + 14 min 27 s    |
| 17e | Franco Vona           | Italie     | Chateau d'Ax-Salotti          | + 14 min 39 s    |
| 18e | Luis Herrera          | Colombie   | Café de Colombia              | + 16 min 19 s    |
| 19e | Jokin Mujika          | Espagne    | Caja Rural-Paternina          | + 22 min 02 s    |
| 20e | Jon Unzaga            | Espagne    | Seur                          | + 24 min 56 s    |
| 21e | Samuel Cabrera        | Colombie   | Café de Colombia              | + 31 min 29 s    |
| 22e | Eddy Schepers         | Belgique   | Fagor-MBK                     | + 31 min 43 s    |
| 23e | Gianni Bugno          | Italie     | Chateau d'Ax-Salotti          | + 32 min 23 s    |
| 24e | José Salvador Sanchis | Espagne    | Caja Rural-Paternina          | + 32 min 29 s    |
| 25e | Jesús Blanco Villar   | Espagne    | Seur                          | + 34 min 28 s    |

### Classements annexes finals
| Classement par points | Classement par points | Classement par points | Classement par points         | Classement par points |
| Coureur               | Coureur               | Pays                  | Équipe                        | Points                |
| --------------------- | --------------------- | --------------------- | ----------------------------- | --------------------- |
| 1er                   | Giovanni Fidanza      | Italie                | Chateau d'Ax-Salotti          | 172 pts               |
| 2e                    | Laurent Fignon        | France                | Super U-Raleigh-Fiat          | 139 pts               |
| 3e                    | Erik Breukink         | Pays-Bas              | Panasonic-Isostar-Colnago-Agu | 128 pts               |
| 4e                    | Maurizio Fondriest    | Italie                | Del Tongo-Mele Val di Non     | 116 pts               |
| 5e                    | Acácio da Silva       | Portugal              | Carrera Jeans-Vagabond        | 111 pts               |

| Classement par points | Classement par points | Classement par points | Classement par points         | Classement par points |
| Coureur               | Coureur               | Pays                  | Équipe                        | Points                |
| --------------------- | --------------------- | --------------------- | ----------------------------- | --------------------- |
| 1er                   | Giovanni Fidanza      | Italie                | Chateau d'Ax-Salotti          | 172 pts               |
| 2e                    | Laurent Fignon        | France                | Super U-Raleigh-Fiat          | 139 pts               |
| 3e                    | Erik Breukink         | Pays-Bas              | Panasonic-Isostar-Colnago-Agu | 128 pts               |
| 4e                    | Maurizio Fondriest    | Italie                | Del Tongo-Mele Val di Non     | 116 pts               |
| 5e                    | Acácio da Silva       | Portugal              | Carrera Jeans-Vagabond        | 111 pts               |

| Classement de la montagne | Classement de la montagne | Classement de la montagne                       | Classement de la montagne | Classement de la montagne |
| Coureur                   | Coureur                   | Pays                                            | Équipe                    | Points                    |
| ------------------------- | ------------------------- | ----------------------------------------------- | ------------------------- | ------------------------- |
| 1er                       | Luis Herrera              | Colombie                                        | Café de Colombia          | 70 pts                    |
| 2e                        | Stefano Giuliani          | Italie                                          | Jolly Componibili-Club 88 | 38 pts                    |
| 3e                        | Jure Pavlič               | république fédérative socialiste de Yougoslavie | Carrera Jeans-Vagabond    | 34 pts                    |
| 4e                        | Henry Cárdenas            | Colombie                                        | Café de Colombia          | 34 pts                    |
| 5e                        | Flavio Giupponi           | Italie                                          | Malvor-Sidi               | 28 pts                    |

| Classement de la montagne | Classement de la montagne | Classement de la montagne                       | Classement de la montagne | Classement de la montagne |
| Coureur                   | Coureur                   | Pays                                            | Équipe                    | Points                    |
| ------------------------- | ------------------------- | ----------------------------------------------- | ------------------------- | ------------------------- |
| 1er                       | Luis Herrera              | Colombie                                        | Café de Colombia          | 70 pts                    |
| 2e                        | Stefano Giuliani          | Italie                                          | Jolly Componibili-Club 88 | 38 pts                    |
| 3e                        | Jure Pavlič               | république fédérative socialiste de Yougoslavie | Carrera Jeans-Vagabond    | 34 pts                    |
| 4e                        | Henry Cárdenas            | Colombie                                        | Café de Colombia          | 34 pts                    |
| 5e                        | Flavio Giupponi           | Italie                                          | Malvor-Sidi               | 28 pts                    |

| Classement du meilleur jeune | Classement du meilleur jeune | Classement du meilleur jeune                    | Classement du meilleur jeune | Classement du meilleur jeune |
| Coureur                      | Coureur                      | Pays                                            | Équipe                       | Temps                        |
| ---------------------------- | ---------------------------- | ----------------------------------------------- | ---------------------------- | ---------------------------- |
| 1er                          | Vladimir Poulnikov           | URSS                                            | Alfa Lum-STM                 | 93 h 40 min 06 s             |
| 2e                           | Piotr Ugrumov                | URSS                                            | Alfa Lum-STM                 | + 4 min 37 s                 |
| 3e                           | Luca Gelfi                   | Italie                                          | Del Tongo-Mele Val di Non    | + 27 min 49 s                |
| 4e                           | Jos van Aert                 | Pays-Bas                                        | Hitachi-VTM                  | + 31 min 00 s                |
| 5e                           | Jure Pavlič                  | république fédérative socialiste de Yougoslavie | Carrera Jeans-Vagabond       | + 39 min 24 s                |

| Classement du meilleur jeune | Classement du meilleur jeune | Classement du meilleur jeune                    | Classement du meilleur jeune | Classement du meilleur jeune |
| Coureur                      | Coureur                      | Pays                                            | Équipe                       | Temps                        |
| ---------------------------- | ---------------------------- | ----------------------------------------------- | ---------------------------- | ---------------------------- |
| 1er                          | Vladimir Poulnikov           | URSS                                            | Alfa Lum-STM                 | 93 h 40 min 06 s             |
| 2e                           | Piotr Ugrumov                | URSS                                            | Alfa Lum-STM                 | + 4 min 37 s                 |
| 3e                           | Luca Gelfi                   | Italie                                          | Del Tongo-Mele Val di Non    | + 27 min 49 s                |
| 4e                           | Jos van Aert                 | Pays-Bas                                        | Hitachi-VTM                  | + 31 min 00 s                |
| 5e                           | Jure Pavlič                  | république fédérative socialiste de Yougoslavie | Carrera Jeans-Vagabond       | + 39 min 24 s                |

| Classement Intergiro | Classement Intergiro | Classement Intergiro | Classement Intergiro   | Classement Intergiro |
|                      | Coureur              | Pays                 | Équipe                 | Temps                |
| -------------------- | -------------------- | -------------------- | ---------------------- | -------------------- |
| 1er                  | Jure Pavlič          | Yougoslavie          | Carrera Jeans-Vagabond | en 49 h 50 min 0 s   |
| 2e                   | Laurent Fignon       | France               | Super U-Raleigh-Fiat   | + 4 min 7 s          |
| 3e                   | Claude Criquielion   | Belgique             | Hitachi-VTM            | + 4 min 24 s         |
| 4e                   | Flavio Giupponi      | Italie               | Malvor-Sidi            | + 4 min 32 s         |
| 5e                   | Jesper Skibby        | Danemark             | TVM-Yoko               | + 4 min 54 s         |
| modifier             |                      |                      |                        |                      |

#### Classement par équipes au temps
| Classement par équipes | Classement par équipes    | Classement par équipes | Classement par équipes |
| Équipe                 | Équipe                    | Pays                   | Temps                  |
| ---------------------- | ------------------------- | ---------------------- | ---------------------- |
| 1re                    | Fagor-MBK                 | France                 | 279 h 59 min 13 s      |
| 2e                     | Caja Rural-Paternina      | Espagne                | + 13 min 27 s          |
| 3e                     | Alfa Lum-STM              | Saint-Marin            | + 16 min 11 s          |
| 4e                     | Seur                      | Espagne                | + 16 min 37 s          |
| 5e                     | Del Tongo-Mele Val di Non | Italie                 | + 20 min 35 s          |

## Liste des coureurs
| Légende                                   | Légende                                                                                                  | Légende                                | Légende |
| ----------------------------------------- | --- | -------------------------------------- | --- |
| Num                                       | Dossard de départ porté par le coureur sur ce Tour de Colombie                                           | Pos                                    | Position finale au classement général                                                                       |
| Leader du classement général              | Indique le vainqueur du classement général                                                               | Leader du classement par points        | Indique le vainqueur du classement par points                                                               |
| Leader du classement du meilleur grimpeur | Indique le vainqueur du classement de la montagne                                                        | Leader du classement du meilleur jeune | Indique le vainqueur du classement des moins de 23 ans                                                      |
| NP                                        | Indique un coureur qui n'a pas pris le départ d'une étape, suivi du numéro de l'étape où il s'est retiré | AB                                     | Indique un coureur contraint à l'abandon, suivi du numéro de l'étape où il s'est retiré                     |
| HD                                        | Indique un coureur qui a terminé une étape hors des délais, suivi du numéro de l'étape                   | EX                                     | Indique un coureur exclu pour non-respect du règlement, suivi du numéro de l'étape où il s'est fait exclure |

| 7-Eleven-Wamasch   | 7-Eleven-Wamasch                   | 7-Eleven-Wamasch   | Del Tongo-Mele Val di Non | Del Tongo-Mele Val di Non | Del Tongo-Mele Val di Non | Pepsi Cola-Alba Cucine | Pepsi Cola-Alba Cucine        | Pepsi Cola-Alba Cucine |
| ------------------ | ---------------------------------- | ------------------ | ------------------------- | ------------------------- | ------------------------- | ---------------------- | ----------------------------- | ---------------------- |
| 1                  | Andrew Hampsten                    | 3º                 | 81                        | Marino Amadori            | 55º                       | 161                    | Christian Thary               | 118º                   |
| 2                  | Sean Yates                         | AB 8ª              | 82                        | Luigi Bielli (es)         | 97º                       | 162                    | Walter Brugna (ca)            | AB 14ª                 |
| 3                  | Dag Otto Lauritzen                 | 64º                | 83                        | Marco Bergamo             | 96º                       | 163                    | Simone Bruscoli               | 137º                   |
| 4                  | Davis Phinney                      | NP 9ª              | 84                        | Franco Chioccioli         | 5º                        | 164                    | Angelo Canzonieri (it)        | 83º                    |
| 5                  | Ron Kiefel                         | 102º               | 85                        | Mario Cipollini           | NP 14ª                    | 165                    | Enrico Galleschi              | AB 13ª                 |
| 6                  | Gerhard Zadrobilek                 | 63º                | 86                        | Maurizio Fondriest        | 28º                       | 166                    | Alessio Di Basco              | 138º                   |
| 7                  | Bob Roll                           | 114º               | 87                        | Luca Gelfi                | 27º                       | 167                    | Giuseppe Franzoni             | AB 20ª                 |
| 8                  | Jeff Pierce                        | 59º                | 88                        | Angelo Lecchi             | 78º                       | 168                    | Mauro Antonio Santaromita     | 36º                    |
| 9                  | Jens Veggerby                      | AB 15ª             | 89                        | Marco Zen                 | 101º                      | 169                    | Stefano Tomasini              | 26º                    |
| ADR-Santini        | ADR-Santini                        | ADR-Santini        | Fagor-MBK                 | Fagor-MBK                 | Fagor-MBK                 | Salotti Chateau d'Ax   | Salotti Chateau d'Ax          | Salotti Chateau d'Ax   |
| 11                 | Greg LeMond                        | 39º                | 91                        | Stephen Roche             | 9º                        | 171                    | Gianni Bugno                  | 23º                    |
| 12                 | Miguel Arroyo                      | 60º                | 92                        | Paul Kimmage              | 84º                       | 172                    | Tony Rominger                 | NP 14ª                 |
| 13                 | Alfons De Wolf                     | 70º                | 93                        | Francis Moreau            | AB 14ª                    | 173                    | Claudio Corti                 | 95º                    |
| 14                 | Frank Hoste                        | 125º               | 94                        | John Carlsen              | 40º                       | 174                    | Giovanni Fidanza              | 110º                   |
| 15                 | Johan Lammerts                     | 136º               | 95                        | Francesco Rossignoli      | 90º                       | 175                    | Alessandro Pozzi              | 41º                    |
| 16                 | Bo André Namtvedt (nl)             | NP 18ª             | 96                        | Laurent Biondi            | 31º                       | 176                    | Alberto Volpi                 | AB 11ª                 |
| 17                 | Noël Szostek                       | 133º               | 97                        | Christian Chaubet         | AB 20ª                    | 177                    | Franco Vona                   | 17º                    |
| 18                 | Chris Bailey (de)                  | NP 3ª              | 98                        | Robert Forest             | 52º                       | 178                    | Ennio Vanotti                 | AB 1ª                  |
| 19                 | Mike Carter                        | NP 3ª              | 99                        | Eddy Schepers             | 22º                       | 179                    | Stefano Zanatta               | 112º                   |
| Alfa Lum-STM       | Alfa Lum-STM                       | Alfa Lum-STM       | Frank-Magniflex           | Frank-Magniflex           | Frank-Magniflex           | Selca-Conti-Ciclolinea | Selca-Conti-Ciclolinea        | Selca-Conti-Ciclolinea |
| 21                 | Dimitri Konyshev                   | AB 13ª             | 101                       | Jürg Bruggmann            | 106º                      | 181                    | Roberto Conti                 | 12º                    |
| 22                 | Sergueï Soukhoroutchenkov          | 54º                | 102                       | Bruno Hürlimann           | AB 2ª                     | 182                    | Davide Carli                  | 139º                   |
| 23                 | Ivan Ivanov                        | NP 19ª             | 103                       | Rolf Järmann              | 38º                       | 183                    | Fabiano Fontanelli            | NP 21ª                 |
| 24                 | Volodymyr Pulnikov                 | 11º                | 104                       | Karl Kälin (de)           | 100º                      | 184                    | Claudio Rio                   | 130º                   |
| 25                 | Andreï Tchmil                      | 93º                | 105                       | Omar Pedretti             | AB 14ª                    | 185                    | Patrizio Gambirasio           | 141º                   |
| 26                 | Piotr Ugrumov                      | 16º                | 106                       | Pius Schwarzentruber (de) | 126º                      | 186                    | Michele Moro                  | AB 11ª                 |
| 27                 | Sergei Uslamin                     | 42º                | 107                       | Pascal Ducrot             | NP 13ª                    | 187                    | Edoardo Rocchi (it)           | 89º                    |
| 28                 | Vassili Jdanov                     | 80º                | 108                       | Kurt Steinmann            | 115º                      | 188                    | Fabrizio Vannucci             | AB 14ª                 |
| 29                 | Nikolai Golovatenko                | 58º                | 109                       | Werner Stutz              | 62º                       | 189                    | Bernard Gavillet              | NP 1ª                  |
| Atala-Campagnolo   | Atala-Campagnolo                   | Atala-Campagnolo   | Gewiss-Bianchi            | Gewiss-Bianchi            | Gewiss-Bianchi            | Seur                   | Seur                          | Seur                   |
| 31                 | Daniele Bruschi                    | 135º               | 111                       | Moreno Argentin           | 15º                       | 191                    | Marco Giovannetti             | 8º                     |
| 32                 | Giuseppe Calcaterra                | 123º               | 112                       | Emanuele Bombini          | AB 4ª                     | 192                    | Salvatore Cavallaro           | 87º                    |
| 33                 | Tullio Cortinovis                  | AB 15ª             | 113                       | Davide Cassani            | NP 20ª                    | 193                    | Jesús Blanco Villar           | 25º                    |
| 34                 | Danilo Gioia (it)                  | 119º               | 114                       | Arno Wohlfahrter (de)     | AB 9ª                     | 194                    | Miguel Ángel Martínez Torres  | AB 14ª                 |
| 35                 | Massimo Podenzana                  | AB 21ª             | 115                       | Bruno Leali               | NP 13ª                    | 195                    | Francisco Espinosa            | 81º                    |
| 36                 | Massimiliano Lelli                 | AB 4ª              | 116                       | Dario Mariuzzo            | AB 14ª                    | 196                    | José Luis Rodríguez García    | AB 21ª                 |
| 37                 | Rodolfo Massi                      | 85º                | 117                       | Paolo Rosola              | 127º                      | 197                    | Luis María Díaz De Otazu (es) | 124º                   |
| 38                 | Silvio Martinello                  | 108º               | 118                       | Ennio Salvador            | 32º                       | 198                    | Jon Unzaga                    | 20º                    |
| 39                 | Maurizio Vandelli                  | AB 15ª             | 119                       | Gianluca Tonetti          | AB 20ª                    | 199                    | José Rafael García            | 72º                    |
| Café de Colombia   | Café de Colombia                   | Café de Colombia   | Hitachi-Zonca             | Hitachi-Zonca             | Hitachi-Zonca             | Super U-Raleigh-Fiat   | Super U-Raleigh-Fiat          | Super U-Raleigh-Fiat   |
| 41                 | Álvaro Sierra                      | NP 20ª             | 121                       | Claude Criquielion        | 7º                        | 201                    | Laurent Fignon                | 1º                     |
| 42                 | Juan Carlos Arias (en)             | AB 4ª              | 122                       | Jozef Lieckens            | AB 2ª                     | 202                    | Dominique Garde               | 37º                    |
| 43                 | Samuel Cabrera                     | 21º                | 123                       | Dirk De Wolf              | NP 12ª                    | 203                    | Pascal Dubois                 | AB 14ª                 |
| 44                 | Julio César Cadena                 | 33º                | 124                       | Bruno Bruyere (nl)        | 49º                       | 204                    | Thierry Marie                 | 116º                   |
| 45                 | Henry Cárdenas                     | 44º                | 125                       | Hendrik Devos             | 73º                       | 205                    | Jean-Louis Peillon            | 65º                    |
| 46                 | Luis Herrera                       | 18º                | 126                       | Jos Haex                  | 34º                       | 206                    | Vincent Barteau               | AB 15ª                 |
| 47                 | Jørgen Vagn Pedersen               | NP 13ª             | 127                       | Stefan Morjean            | 103º                      | 207                    | Bjarne Riis                   | 86º                    |
| 48                 | Mario Scirea                       | 131º               | 128                       | Jos van Aert              | 30º                       | 208                    | Jacques Decrion               | 47º                    |
| 49                 | Jesper Worre                       | 71º                | 129                       | Jan Wijnants              | AB 20ª                    | 209                    | Eric Salomon                  | 57º                    |
| Caja Rural         | Caja Rural                         | Caja Rural         | Jolly Componibili-Club 88 | Jolly Componibili-Club 88 | Jolly Componibili-Club 88 | TVM-Van Schilt         | TVM-Van Schilt                | TVM-Van Schilt         |
| 51                 | Marino Lejarreta                   | 10º                | 131                       | Luciano Boffo             | 91º                       | 211                    | Phil Anderson                 | 13º                    |
| 52                 | Jokin Mujika                       | 19º                | 132                       | Gianluca Brugnami         | 61º                       | 212                    | Peter Pieters                 | EX 14ª                 |
| 53                 | Marcel Arntz (nl)                  | 113º               | 133                       | Stefano Cecini            | 135º                      | 213                    | Jan Siemons                   | 99º                    |
| 54                 | Javier Garciandia (es)             | 111º               | 134                       | Paolo Cimini              | 121º                      | 214                    | Rob Kleinsman (en)            | 104º                   |
| 55                 | Jesús Arambarri                    | 45º                | 135                       | Daniele Del Ben           | 120º                      | 215                    | Martin Schalkers              | 66º                    |
| 56                 | José Antonio Sánchez Valencia (es) | 98º                | 136                       | Raffaele di Francesco     | AB 21ª                    | 216                    | Daan Luyckx                   | 76º                    |
| 57                 | Paul Popp                          | 117º               | 137                       | Stefano Giuliani          | 88º                       | 217                    | Jean-Philippe Vandenbrande    | 51º                    |
| 58                 | Dick Dekker                        | 129º               | 138                       | Fabrizio Nespoli          | NP 17ª                    | 218                    | Johan van der Velde           | NP 11ª                 |
| 59                 | José Salvador Sanchis              | 24º                | 139                       | Maurizio Rossi            | 43º                       | 219                    | Jesper Skibby                 | 14º                    |
| Carrera-Vagabond   | Carrera-Vagabond                   | Carrera-Vagabond   | Malvor-Sidi               | Malvor-Sidi               | Malvor-Sidi               |                        |                               |                        |
| 61                 | Urs Zimmermann                     | 6º                 | 141                       | Giuseppe Saronni          | 75º                       |                        |                               |                        |
| 62                 | Acácio da Silva                    | 48º                | 142                       | Stefano Allocchio         | 140º                      |                        |                               |                        |
| 63                 | Jure Pavlič                        | 35º                | 143                       | Silvano Contini           | 53º                       |                        |                               |                        |
| 64                 | Christian Henn                     | 107º               | 144                       | Maurizio Piovani          | 50º                       |                        |                               |                        |
| 65                 | Claudio Chiappucci                 | 46º                | 145                       | Fabio Bordonali           | 82º                       |                        |                               |                        |
| 66                 | Massimo Ghirotto                   | 68º                | 146                       | Czesław Lang              | 77º                       |                        |                               |                        |
| 67                 | Mario Chiesa                       | 92º                | 147                       | Flavio Giupponi           | 2º                        |                        |                               |                        |
| 68                 | Giancarlo Perini                   | 56º                | 148                       | Luca Rota (it)            | AB 21ª                    |                        |                               |                        |
| 69                 | Marco Votolo                       | AB 14ª             | 149                       | Lech Piasecki             | 67º                       |                        |                               |                        |
| Ceramiche Ariostea | Ceramiche Ariostea                 | Ceramiche Ariostea | Panasonic-Isostar         | Panasonic-Isostar         | Panasonic-Isostar         |                        |                               |                        |
| 71                 | Adriano Baffi                      | 128º               | 151                       | Erik Breukink             | 4º                        |                        |                               |                        |
| 72                 | Sergio Carcano (it)                | AB 14ª             | 152                       | Peter Winnen              | 29º                       |                        |                               |                        |
| 73                 | Bruno Cenghialta                   | 79º                | 153                       | John Talen                | 105º                      |                        |                               |                        |
| 74                 | Francesco Cesarini                 | NP 20ª             | 154                       | Allan Peiper              | NP 18ª                    |                        |                               |                        |
| 75                 | Stefan Joho                        | NP 20ª             | 155                       | Jean-Paul van Poppel      | 132º                      |                        |                               |                        |
| 76                 | Giuseppe Petito                    | 109º               | 156                       | Henk Lubberding           | 69º                       |                        |                               |                        |
| 77                 | Luciano Rabottini                  | 94º                | 157                       | Eric Van Lancker          | 74º                       |                        |                               |                        |
| 78                 | Alberto Elli                       | AB 20ª             | 158                       | Urs Freuler               | AB 20ª                    |                        |                               |                        |
| 79                 | Rolf Sørensen                      | NP 13ª             | 159                       | Hans-Rüdi Märki (ca)      | 122º                      |                        |                               |                        |